# 米德韋城 (加利福尼亞州)
米德韋城（英語：Midway City）是位於美國加利福尼亞州橘縣的一個人口普查指定地區。

## 地理
米德韋城的座標為33°44′41″N 117°59′13″W / 33.74472°N 117.98694°W，而該地最高點為海拔高度13米（即43英尺）。

## 人口
根據2010年美國人口普查的數據，米德韋城的面積為1.637平方千米，均為陸地。當地共有人口8485人，而人口密度為每平方千米5,183人。